# Vanua Lava
Vanua Lava is een eiland in het noorden van de Bankseilanden, bestuurlijk de provincie Torba van de eilandenstaat Vanuatu. Op het eiland ligt het administratieve centrum Sola van de provincie Torba. Het eiland ligt 27 km ten noorden van het grootste eiland Gaua. Het eiland heeft twee natuurlijke havens, Port Patteson in het oosten en Vurea Bay in het zuidwesten.

## Beschrijving
Het eiland is het op een na grootste eiland van de Bankseilanden. Vanua Lava  is 314 km² groot en het hoogste punt is 946 m, een actieve vulkaan: Mount Suretamatai  (ook wel gespeld als Suretamati, Sere’ama, Seretimiat). De laatste uitbarsting eindigde in 1966.
Het eiland werd door Europeanen voor het eerst ontdekt in 1606 door Pedro Fernández de Quirós. In 1859 verkende de Nieuw-Zeelandse bisschop George Augustus Selwyn het eiland. Een Franse firma exploiteerde er de zwavelafzettingen. Nu is kopra het voornaamste exportproduct.

### Fauna
De enige zoogdieren die er voorkomen zijn de vleermuizen Pteropus anetianus, Pteropus fundatus en tongavleerhond (Pteropus tonganus). Het eiland is de enige bekende broedplaats van de in 2001 ontdekte vanuatustormvogel.